# 마이데몬
《마이데몬》은 2023년 11월 24일부터 2024년 1월 20일까지 방송된 SBS 금토 드라마이다.

## 기획 의도
'악마 같은' 재벌 상속녀 도도희와 한순간 능력을 졸지에 잃어버린 '악마' 구원이 계약 결혼을 하며 벌어지는 판타지 로맨틱 코미디

## 제작진

### 제작사
- 스튜디오 S
- 빈지웍스

### 제작
- 한정환
- 김동현
- 전규아

### 극본
- 최아일 : tvN 토일 드라마 《철인왕후》(집필) 집필

### 연출
- 김장한 : SBS 월화 드라마 《브람스를 좋아하세요?》(공동 연출) 연출
- 권다솜 : SBS 월화 드라마 《트롤리》(공동 연출) 연출

## 등장 인물

### 주요 인물
- 김유정: 도도희 / 월심 역 - 아무도 믿지 못하는 미래 그룹 소공녀, 미래 그룹 계열사, 미래 F&B 대표. 구원의 아내. (아역: 김규빈)
- 송강: 정구원 / 이선 역 - 치명적인 매력의 완전무결한 존재, 하지만 능력을 상실한 데몬. 선월재단 이사장. 도희의 남편.
- 이상이: 주석훈 역 - 천숙의 조카, 미국에서 경영학 학위를 딴 미래 투자 대표다.
- 김해숙: 주천숙 역 - 미래그룹 회장, 도희의 부모님과 얽힌 일로 도희에게 죄책감을 가지고 있다. 도희와 함께 살면서 다정하고 살가운 사람으로 변모하였다.
- 조혜주: 진가영 역 - 본인 피셜, 구원의 유일한 반려 인간. 선월재단 무용수. (아역: 강혜원)

### 미래그룹
- 김태훈: 노석민 역 - 천숙의 첫째 아들이자 미래전자 대표, 세라의 남편. 죽은 도경의 아버지. 오스틴과 저스틴의 외삼촌.
- 이윤지: 노수안 역 - 천숙의 둘째 딸이자 미래어패럴 대표, 세라의 시누이. 죽은 도경의 고모. 오스틴과 저스틴의 어머니.
- 조연희: 김세라 역 - 석민의 아내이자 미래 전자의 상무, 죽은 도경의 어머니. 수안의 올케언니. 오스틴과 저스틴의 외숙모. 천숙의 며느리.
- 강승호: 노도경 역 - 석민과 세라의 외아들로 미래 전자 본부장, 천숙의 친손자. 수안의 조카. 오스틴과 저스틴의 친척 형. (1회 ~ 11회)
- 박도윤: 오스틴 역 - 수안의 쌍둥이 아들, 석민과 세라의 조카. 죽은 도경의 친척 동생. 천숙의 외손자.
- 강다온: 저스틴 역 - 수안의 쌍둥이 아들, 석민과 세라의 조카. 죽은 도경의 친척 동생. 천숙의 외손자.
- 주석태: 차태준 역 - 팀장(1회~3회 특별출연)

### 선월재단
- 허정도: 박복규 역 - 선월재단 실장, 200년 전 구원의 첫 번째 계약자. 다정의 연인.

### 미래 F&B
- 서정연: 신비서(신다정) 역 - 도희의 전담 비서로 풀네임은 신다정, 복규의 연인.
- 박진우: 한민수 역 - 미래F&B 홍보팀 팀장, 부하직원 입장에서 짜증 나는 워커홀릭으로 애사심이 상당하다.
- 이지원: 최정미 역 - 미래F&B 홍보팀 대리
- 홍진기: 이한성 역 - 미래F&B 홍보팀 신입

### 그 외 인물
- 차청화: 노숙녀 역 - 길거리 위의 도박꾼 노숙자
- 서상원: 미카엘 역 - 성당 신부 (2회, 12회 ~ 14회 특별출연)
- 김설진: 기광철 역 - 연쇄살인마 (1회 ~ 9회)
- 이강욱: 최우선 역 - 검사, 도희의 맞선남 (1회, 5회 특별출연)
- 정순원 : 들개파 조직 넘버투 역

### 경찰
- 임철형: 박경수 역 - 서울서초경찰서 강력2팀 형사(경사).
- 전석찬: 이 형사 역 - 서울서초경찰서 강력2팀 형사

### 기타 인물
- 최희진: 아픈 딸을 살리고 싶은 어머니 역
- 기소유: 퇴원하는 아이 역
- 미상: 정신과 의사 역
- 미상: 도도희의 뒤를 덮친 범인 역
- 미상 : 도도희에게 주식 좀 하냐고 말하는 남자 역 (1회)
- 남경읍 : 서이선 아버지 역

### 특별출연
- 김영재: 도희의 아버지 역 - 도희의 아버지이자 과거 미래전자의 사장 (1회, 13회 특별출연)
- 우희진: 도희의 어머니 역 (1회, 13회 특별출연)
- 김법래: 조직 폭력배 보스 역(1회 특별출연)
- 이상욱 (1회 특별출연)
- 태원석: 레슬링 학원 관장 역(2회 특별출연)
- 신규진 : 유튜버 역(7회, 8회 특별출연)
- 김도균 : 한의사 역(10회 특별출연)
- 김현우 : 화보 모델 역(11회 특별출연)
- 서상원 (12회 특별출연)
- 남경읍 (12회 특별출연)
- 안세하 : 석이 역 (12회 특별출연)

## 시청률
| 2023년 | 2023년    | 2023년                      | 2023년         | 2023년       |
| 회차   | 방송일    | 부제 (서브 타이틀)          | 닐슨 시청률    | 닐슨 시청률  |
| 회차   | 방송일    | 부제 (서브 타이틀)          | 대한민국(전국) | 서울(수도권) |
| ------ | --------- | --------------------------- | -------------- | ------------ |
| 제1회  | 11월 24일 | 안개 속을 살다              | 4.5%           | 5.1%         |
| 제2회  | 11월 25일 | 누구나 마음속에 악마가 산다 | 3.4%           | 3.4%         |
| 제3회  | 12월 1일  | 악마의 손을 잡다            | 4.2%           | 4.4%         |
| 제4회  | 12월 2일  | 달콤하고도 위험한           | 4.0%           | 4.0%         |
| 제5회  | 12월 8일  | 당신만이                    | 3.4%           | 3.6%         |
| 제6회  | 12월 9일  | 수레바퀴 속으로             | 4.7%           | 5.1%         |
| 제7회  | 12월 15일 | 얼룩진 관계                 | 4.5%           | 5.2%         |
| 제8회  | 12월 16일 | 운명이라는 선택             | 4.7%           | 5.0%         |
| 제9회  | 12월 22일 | 진실의 민낯                 | 4.2%           | 4.7%         |
| 제10회 | 12월 23일 | 알을 깨다                   | 3.8%           | 4.3%         |
| 2024년 |           |                             |                |              |
| 제11회 | 1월 5일   | 불길한 것들의 천국          | 3.7%           | 3.9%         |
| 제12회 | 1월 6일   | 파멸의 구원자               | 2.9%           | -            |
| 제13회 | 1월 12일  | 과거라는 원죄               | 3.6%           | 3.7%         |
| 제14회 | 1월 13일  | 우리라는 지옥               | 3.4%           | 3.7%         |
| 제15회 | 1월 19일  | 운명의 끝                   | 3.7%           | 4.0%         |
| 제16회 | 1월 20일  | 우리라는 천국 (최종회)      | 3.5%           | 3.7%         |

## 결방 사유
- 2023년 12월 29일 : 《2023 SBS 연기대상》 시상식 중계방송으로 결방.
- 2023년 12월 30일 : 《2023 SBS 연예대상》 시상식 중계방송으로 결방.

## 수상 경력
- 2023년 SBS 연기대상 베스트 커플상 (송강&김유정)
- 2023년 SBS 연기대상 미니시리즈 멜로&로코 부문 여자 조연상 (서정연)
- 2023년 SBS 연기대상 미니시리즈 멜로&로코 부문 남자 조연상 (정순원)
- 2023년 SBS 연기대상 미니시리즈 멜로&로코 부문 여자 최우수 연기상 (김유정)
- 2023년 SBS 연기대상 미니시리즈 멜로&로코 부문 남자 최우수 연기상 (송강)

## 참고 사항
- 본 드라마의 제목으로 사용된 '데몬(Demon)'은 '(운명을) 나누다'는 뜻의 고대 그리스어 'Daiomai'을 어원으로 변형하여 졸지에 사악한 악마가 되어 버린 수호신이라는 뜻을 함축하고 있다.
- 극중 도도희와 노도경 역을 맡은 김유정과 강승호는 같은 소속사 어썸이엔티에 속해 있다.
- 김유정, 이상이는 뮤지컬 《셰익스피어 인 러브》 이후 재회하여 캐스팅 되었다.
- 이윤지, 김해숙은 KBS 2TV 주말 드라마 《왕가네 식구들》 이후 9년 만에 재회하여 캐스팅 되었다.
- 홍진기, 김유정은 SBS 월화 드라마 《홍천기》 이후 2년 만에 재회하여 캐스팅 되었다.
- 서정연, 송강은 JTBC 주간 드라마 《알고있지만,》, JTBC 토일 드라마 《기상청 사람들 : 사내연애 잔혹사 편》에 이어 세 번째로 재회하여 캐스팅 되었다.
- 넷플릭스와 독점 계약으로 북미와 유럽, 일본 등 동아시아 국가를 비롯한 전 세계 50여개 국에서 동시 공개 한 바 있다.

## 같이 보기
- 대한민국의 텔레비전 드라마 목록 (ㅁ)
- 2023년 대한민국의 텔레비전 드라마 목록